# Liste des opérateurs de réseau mobile en Asie
Article principal : Liste des opérateurs de réseau mobile dans le monde.
Ceci est une liste des 178 opérateurs de réseau mobile en Asie.

## Afghanistan
? millions d’abonnés, soit un taux de pénétration de ? %.
| Rang | Opérateur | Technologie | Abonnés (en millions) | Propriété |
| ---- | --------- | ----------- | --------------------- | --- |
| 1    | Telsysint | GSM         | ND                    | Afghan Wireless Communication Company                                                                                        |
| 2    | ROSHAN    | GSM         | ND                    | Aga Khan Fund for Economic Development (AKFED) : 51,0 %, Monaco Telecom International (MTI) : 36,75 %, TeliaSonera : 12,25 % |
| 3    | MTN       | GSM         | 5,858 (déc 2023)      | MTN : 100 % |

## Arabie saoudite
% abonnés, soit un taux de pénétration de ? %.
| Rang | Opérateur | Technologie | Abonnés (en millions) | Propriété                                                                     |
| ---- | --------- | ----------- | --------------------- | ----------------------------------------------------------------------------- |
| 1    | Al Jawal  | GSM         | ND                    | Saudi Telecom (public)                                                        |
| 2    | Mobily    | GSM         | 4.8                   | Etisalat                                                                      |
| 3    | Bravo     | iDEN        | 0,02                  | Nasco, Wataniya International, Ali A. Tamimi C o. & Mr. Sultan Najr Al Otaibi |

## Arménie
xx millions d’abonnés, soit un taux de pénétration de 127,6 % (décembre 2019) 
| Rang | Opérateur | Technologie | Abonnés (en millions) | Propriété      |
| ---- | --------- | ----------- | --------------------- | -------------- |
| 1    | Beeline   | GSM         | 0,9 (déc 2019)        | LCC : 100 %    |
| 2    | ArmenTel  | GSM         | 0,23 (mars 2006)      | OTE : 90 %1    |
| 2    | VivaCell  | GSM         | ND                    | K Telecom CJSC |

1. OTE a mis en vente ses 90 % dans Armentel 

## Azerbaïdjan
2 millions d’abonnés au total, soit un taux de pénétration de 25 %. (décembre 2005)
| Rang | Opérateur | Technologie | Abonnés (en millions) | Propriété                                |
| ---- | --------- | ----------- | --------------------- | ---------------------------------------- |
| 1    | Azercell  | GSM         | 1,74 (décembre 2005)  | Telia : 38,1%, Turkcell, État : 35,6 %   |
| 2    | BakCell   | GSM         | 0,27 (décembre 2005)  | GTIB                                     |
| 3    | Catel     | CDMA        | Environ 5000 abonnés  | Caspian American Telecommunications, LLC |

## Bahreïn
? millions d’abonnés, soit un taux de pénétration de 90 %. (septembre 2005)
| Rang | Opérateur    | Technologie | Abonnés (en millions) | Propriété                          |
| ---- | ------------ | ----------- | --------------------- | ---------------------------------- |
| 1    | MTC Vodafone | UMTS, GSM   | 0,19 (septembre 2005) | MTC : 60 %                         |
| 2    | Batelco      | GSM         | ND                    | Bahrain Telecommunications Company |
| 3    | VAI          |             | ouverture en 2010     | STC (Saudi Telecom) : 100%         |

## Bangladesh
174,4 millions d’abonnés au total, soit un taux de pénétration de 96,3 %.  (décembre 2021) 
| Rang | Opérateur    | Technologie | Abonnés (en millions)  | Propriété                                                 |
| ---- | ------------ | ----------- | ---------------------- | --------------------------------------------------------- |
| 1    | grameenphone | GSM         | 84,653 (juin 2022)     | Telenor : 55,8 %, Grameen Telecom : 34,2 %, autres : 10 % |
| 2    | Robi Axiata  | GSM         | 53,7 (décembre 2021) , | Axiata : 68,7 %, Bharti Airtel : 31,3 %                   |
| 3    | banglalink   | GSM         | 37,2 (décembre 2021)   | Veon : 100 %                                              |
| 4    | teletalk     | CDMA        | 6,7 (décembre 2021)    |                                                           |

## Brunei
? millions d’abonnés, soit un taux de pénétration de ? %.
| Rang | Opérateur | Technologie | Abonnés (en millions) | Propriété                       |
| ---- | --------- | ----------- | --------------------- | ------------------------------- |
| 1    | B-Mobile  | UMTS, GSM   | ND                    | B-Mobile Communications Sdn Bhd |
| 2    | DST GROUP | GSM         | ND                    | DataStream Technology           |

## Cambodge
? millions d’abonnés, soit un taux de pénétration de ? %.
| Rang | Opérateur | Technologie | Abonnés (en millions) | Propriété                                                                 |
| ---- | --------- | ----------- | --------------------- | ------------------------------------------------------------------------- |
| 1    | Mobitel   | GSM         | 0,912 (juin 2006)     | MIC : 58,4 %                                                              |
| 2    | Hello GSM | GSM         | ND                    | Telekom Malaysia : 51 %, Samart Corporation Public Company Limited : 49 % |
| 3    | CAMSHIN   | GSM         | 0,25 (décembre 2005)  | Shin Satellite PLC                                                        |
| 4    | Casacom   | GSM         | 0,14 (septembre 2005) | Telekom Malaysia                                                          |

## République populaire de Chine
??? millions d’abonnés au total, soit un taux de pénétration de 31,7 %.  
| Rang | Opérateur     | Technologie | Abonnés (en millions) | Propriété |
| ---- | ------------- | ----------- | --------------------- | --------- |
| 1    | China Mobile  | GSM         | 759 (oct 2013)        | État      |
| 2    | China Telecom | GSM         | 384,22 (juin 2022)    | État      |
| 3    | China Unicom  | GSM, CDMA   | 319,52 (juin 2022)    | État      |

Voir plus bas pour Hong Kong et Macao.

## Corée du Nord
10124 d’abonnés, soit un taux de pénétration de 1 %.
| Rang | Opérateur | Technologie | Abonnés         | Propriété                                      |
| ---- | --------- | ----------- | --------------- | ---------------------------------------------- |
| 1    | SUN NET   | GSM         | 10124           | Korea Posts and Telecommunications Corporation |
| 2    | Koryolink | UMTS        | ~3million(2015) | KPTC Orascom                                   |

## Corée du Sud
38 218 000 abonnés au total, soit un taux de pénétration de 78,9 %.
| Rang | Opérateur  | Technologie   | Abonnés (en millions) | Propriété           |
| ---- | ---------- | ------------- | --------------------- | ------------------- |
| 1    | SK Telecom | UMTS, LTE, 5G | 19,48                 | SK Corporation      |
| 2    | KT         | UMTS, LTE, 5G | 12,33                 | KT                  |
| 3    | LG Uplus   | LTE (FDD), 5G | 6,42                  | LG Corporation , BT |

## Émirats arabes unis
? abonnés au total, soit un taux de pénétration de ? % .
| Rang | Opérateur | Technologie | Abonnés mobile (en millions) | Abonnés fixe [dont fibre] (en millions) | Propriété |
| ---- | --------- | ----------- | ---------------------------- | --------------------------------------- | --------- |
| 1    | Etisalat  |             | 11,6 (juin 2022)             | 0,4 (juin 2022)                         | Etisalat  |
| 1    | Du        |             |                              |                                         |           |

## Géorgie
? millions d’abonnés, soit un taux de pénétration de 138,0 % (déc 2021) 
| Rang | Opérateur | Technologie | Abonnés (en millions) | Propriété             |
| ---- | --------- | ----------- | --------------------- | --------------------- |
| 1    | MagtiGSM  | GSM         | 1,987 (2016)          | Telcell Wireless, ITC |
| 2    | Geocell   | GSM         | 1,716 (2016)          | Silknet               |
| . 3  | Beeline   | GSM         | 1,3 (décembre 2021)   | Veon : 51%            |

## Guam
? millions d’abonnés, soit un taux de pénétration de ? %.
| Rang | Opérateur         | Technologie | Abonnés (en millions) | Propriété                              |
| ---- | ----------------- | ----------- | --------------------- | -------------------------------------- |
| 1    | Hafatel           | GSM         | ND                    | GUAM WIRELESS TELEPHONE COMPANY, L.L.C |
| 2    | IT&E              | GSM         | ND                    | IT&E Overseas, Inc                     |
| 3    | GTA Teleguam (en) | GSM         | ND                    | Pulse Mobile LLC                       |
| 4    | i CAN             | GSM         | ND                    | Wave Runner LLC                        |

## Hong Kong
8 428 531 d’abonnés au total, soit un taux de pénétration de 121,4 % (juillet 2005)
| Rang | Opérateur                   | Technologie     | Abonnés (en millions) | Propriété             |
| ---- | --------------------------- | --------------- | --------------------- | --------------------- |
| 1    | CSL (1+1, 1O1O et One2Free) | UMTS, GSM, TDMA | ND                    | Telstra               |
| 2    | 31                          | UMTS, GSM, CDMA | 3,222 (décembre 2016) | Hutchison Whampoa     |
| 3    | SmarTone-Vodafone           | UMTS, GSM       | 1,054 (décembre 2006) | Sun Hung Kai et BT    |
| 4    | Sunday                      | UMTS, GSM       | ND                    | PCCW                  |
| 5    | Peoples (en)                | GSM             |                       | China Mobile          |
| 6    | New World Mobility          | GSM             | ND                    | New World Development |

1. Anciennement Orange Hong Kong,

## Inde
101,8 millions d’abonnés au total, soit un taux de pénétration de 9,29 %.  (juin 2006)
| Rang | Opérateur             | Technologie | Abonnés (en millions) | Propriété                                      |
| ---- | --------------------- | ----------- | --------------------- | ---------------------------------------------- |
| 1    | Reliance Jio          | GSM, LTE    | 439,3 (mars 2023)     | Reliance Industries                            |
| 2    | Airtel                | GSM, EDGE   | 361,593 (mars 2025)   | Bharti Entreprises : 64,6 %, Singtel : 35,4 %  |
| 3    | vodafone Idea limited | GSM, LTE    | 240,4 (juin 2022)     | Aditya Birla group : 27,4 %, Vodafone : 47,6 % |
| 4    | BSNL                  | GSM         | 18,3 (juin 2006)      | État                                           |
| 5    | BPL Mobile            | GSM         | 3,61                  | Hutchison Whampoa                              |
| 6    | Tata Mobile           | GSM, CDMA   | 3,61                  | Tata Group                                     |
| 7    | Aircel                | GSM         | 2,4                   | Maxis Telecom                                  |
| 8    | MTNL                  | GSM         | 2,17 (juin 2006)      | État                                           |
| 9    | Spice Telecom         | GSM         | 1,52                  | Spicecorp et DISTACOM                          |
| 10   | Fascel                | GSM         | 1,51                  | HFCL, Shinawatra, Bezeq et Kotak Mahindra      |

## Indonésie
? millions d’abonnés au total, soit un taux de pénétration de 131 % (décembre 2019) 
| Rang | Opérateur                        | Technologie | Abonnés (en millions) | Propriété                                                                        | Part de marché |
| ---- | -------------------------------- | ----------- | --------------------- | -------------------------------------------------------------------------------- | -------------- |
| 1    | Telkomsel                        | GSM         | 171,105 (déc 2019)    | État, Telkom, Singtel : 35 %                                                     | 47,9 %         |
| 2    | ooredoo Indosat                  | GSM, CDMA   | 58,074 (déc 2018)     | ooredoo : 65 %                                                                   |                |
| 3    | Excelcom                         | GSM         | 5,86 (septembre 2005) | Telekom Malaysia                                                                 |                |
| 4    | Mobile8                          | CDMA        | ND                    | Mobile8 Telecom                                                                  |                |
| 5    | Esia                             | CDMA        | ND                    | Bakrie Telecom                                                                   |                |
| 6    | TelkomFlexi                      | CDMA        | ND                    | Telkom                                                                           |                |
| 7    | Hutchinson CP Telecommunications | GSM         | ND                    | Hutchinson Telecommunications International Limited (65 %) et CP Group Indonesia |                |
| 8    | LippoTel                         | GSM         | ND                    | Maxis Telecom                                                                    |                |

## Irak
? abonnés au total, soit un taux de pénétration de 10 % (septembre 2005).
| Rang | Opérateur         | Technologie | Abonnés (en millions) | Propriété                         |
| ---- | ----------------- | ----------- | --------------------- | --------------------------------- |
| 1    | IRAQNA            | GSM         | 1,42 (septembre 2005) | Orascom Telecom                   |
| 2    | Ooredoo Asia Cell | GSM         | 14,232 (déc 2018)     | ooredoo : 64,1 %                  |
| 3    | MTC Atheer        | GSM         | 0,93 (septembre 2005) | MTC : 30 %                        |
| 4    | Korek             | EDGE, GSM   | 1,421 (déc 2017)      | Korek Telecom Ltd. (Orange : 20%) |
| 5    | SanaTel           | GSM         | ND                    | SanaTel                           |

## Iran
101 millions d’abonnés au total, soit un taux de pénétration de 127 %. (2016)
| Rang                 | Opérateur    | Technologie | Abonnés (en millions) | Propriété                                            |
| -------------------- | ------------ | ----------- | --------------------- | ---------------------------------------------------- |
| Opérateurs nationaux |              |             |                       |                                                      |
| 1                    | MCCI         | GSM         | 8,54                  | Mobile Communications Company of Iran                |
| 2                    | Taliya       | GSM         | 0,46                  | Rafsanjan Industrial Complex                         |
| 3                    | MTN Irancell | GSM         | 54,189 (déc 2023)     | IranCell Communications Services Company, MTN : 49 % |
| Opérateurs régionaux |              |             |                       |                                                      |
| 4                    | MTCE         | GSM         | 0,03                  | Mobile Telecommunications Company of Esfahan         |
| 5                    | KFZO         | GSM         | 0,006                 | Kish Free Zone Organization                          |

## Israël
8,87 millions d’abonnés au total, soit un taux de pénétration de 120 % (septembre 2005).
| Rang | Opérateur     | Technologie                  | Abonnés (en millions) | Propriété                          |
| ---- | ------------- | ---------------------------- | --------------------- | ---------------------------------- |
| 1    | Partner       | GSM, GPRS , UMTS, HSPA+, LTE | 2,48 (mars 2005)      | Partner Communications Company Ltd |
| 2    | Pelephone     | UMTS, HSPA+, LTE             |                       |                                    |
| 3    | Cellcom       | , EDGE, UMTS, HSPA+, LTE     | 2,5                   | Cellcom Israel Ltd                 |
| 4    | Hot Mobile    | GSM, GPRS , UMTS, HSPA+, LTE | 1,355 (mars 2020)     | Altice                             |
| 5    | Golan Telecom | EDGE, UMTS, HSPA+, LTE       | 0,9                   | Cellcom Israel                     |

## Japon
92,87 millions d’abonnés, soit un taux de pénétration de 72,9 %.  (juin 2006)
| Rang | Opérateur                  | Technologie    | Abonnés (en millions) | Propriété          |
| ---- | -------------------------- | -------------- | --------------------- | ------------------ |
| 1    | NTT DoCoMo                 | UMTS, LTE      | 74,880 (mars 2017)    | NTT (~50 % public) |
| 2    | au by KDDI                 | UMTS, LTE      | 26,236 (déc 2017)     | KDDI               |
| 3    | SoftBank (inclus Y!Mobile) | UMTS, LTE, PHS |                       | SoftBank Group     |

## Jordanie
? millions d’abonnés, soit un taux de pénétration de ? %.
| Rang | Opérateur | Technologie | Abonnés (en millions) | Propriété           |
| ---- | --------- | ----------- | --------------------- | ------------------- |
| 1    | Fastlink  | GSM         | 2,0                   | MTC                 |
| 2    | Orange    | GSM         | 2,080 (décembre 2020) | orange : 51 %       |
| 3    | XPress    | iDEN        | 0,1                   | Actionnaires privés |
| 4    | Umniah    | GSM         | 0,3                   | Actionnaires privés |

## Kazakhstan
24,5 millions d’abonnés, soit un taux de pénétration de 128,7 %. (décembre 2021) 
| Rang | Opérateur | Technologie | Abonnés (en millions) | Propriété      |
| ---- | --------- | ----------- | --------------------- | -------------- |
| 1    | Beeline   | GSM         | 9,9 (décembre 2021)   | Veon : 75 %    |
| 2    | K-Cell    | GSM         | 8,0 (décembre 2021)   | Telia : 61,9 % |
| 3    | Altel     | CDMA, GSM   | 6,6 (décembre 2019)   | Altel, Tele2   |

## Kirghizistan
? millions d’abonnés, soit un taux de pénétration de 160,2 %. (décembre 2019) 
| Rang | Opérateur | Technologie | Abonnés (en millions) | Propriété    |
| ---- | --------- | ----------- | --------------------- | ------------ |
| 1    | BiMoCom   | GSM         | ND                    | BiMoCom Ltd  |
| 2    | BITEL     | GSM         | ND                    | Bitel Ltd    |
| 3    | Beeline   | GSM         | 10,6 (décembre 2021)  | Veon : 50,1% |

## Koweït
2 418 393 abonnés au total, soit un taux de pénétration de 83 %.(estimation juillet 2005) 
| Rang | Opérateur    | Technologie      | Abonnés (en millions) | Propriété                   |
| ---- | ------------ | ---------------- | --------------------- | --------------------------- |
| 1    | MTC Vodafone | GSM              | 1,39 (septembre 2005) | MTC                         |
| 2    | ooredoo      | HSDPA, UMTS, GSM | 1,596 (déc 2018)      | ooredoo : 92,1 %            |
| 2    | Viva         | GSM              | (2008)                | STC (Saudi Telecom) : 51,8% |

## Liban
? abonnés au total, soit un taux de pénétration de 25 % (septembre 2005)
| Rang | Opérateur | Technologie       | Abonnés (en millions) | Propriété                    |
| ---- | --------- | ----------------- | --------------------- | ---------------------------- |
| 1    | Touch     | GSM , HSDPA , LTE | 2,1 (janvier 2015)    | Zain                         |
| 2    | Alfa      | GSM               | ND                    | Fal Dete Telecommunications1 |

 
1. Les propriétaires de Fal Dete Telecommunications sont Detecon Int, GmbH 51 %, FAL Holding Arabia Co. ltd 45 %

## Laos
? millions d’abonnés, soit un taux de pénétration de ? %.
| Rang | Opérateur           | Technologie | Abonnés (en millions)      | Propriété                                                   |
| ---- | ------------------- | ----------- | -------------------------- | ----------------------------------------------------------- |
| 1    | Millicom Lao Co Ltd | GSM         | 0,083 (juin 2006)          | MIC : 74,1 %                                                |
| 2    | Laotel              | GSM         | ND                         | Lao Asia Telecommunication State Enterprise (LAT) Etat 51 % |
| 3    | Beeline             | GSM         | 0,249 (déc 2017)           | nouveau propriétaire : 78 % (ancien Veon)                   |
| 4    | ETL Mobile          | GSM         | ouverture prévue mars 2006 | Enterprise of Telecommunications Lao (ETL)                  |

## Macao
? millions d’abonnés, soit un taux de pénétration de ? %.
| Rang | Opérateur         | Technologie | Abonnés (en millions) | Propriété |
| ---- | ----------------- | ----------- | --------------------- | --------- |
| 1    | Smartone          | ND          |                       |           |
| 2    | CTM               | ND          |                       |           |
| 3    | Hutchison Telecom | ND          |                       |           |

## Malaisie
17 551 000 abonnés au total, soit un taux de pénétration de 63,3 %.
| Rang | Opérateur    | Technologie            | Abonnés (en millions) | Propriété            |
| ---- | ------------ | ---------------------- | --------------------- | -------------------- |
| 1    | Maxis Berhad | HSDPA, UMTS, EDGE, GSM | 8,21 (mars 2006)      | Maxis Communications |
| 2    | Celcom       | UMTS, GSM              | 6,34                  | Telekom Malaysia     |
| 3    | Digi         | EDGE, GSM              | 10,513 (juin 2022)    | Telenor : 49 %       |
| 4    | TTdotcom     | UMTS                   | ND                    | Time dot com         |
| 5    | Mi3G         | UMTS                   | ND                    | MiTV                 |

## Maldives
? millions d’abonnés, soit un taux de pénétration de ? %.
| Rang | Opérateur        | Technologie | Abonnés (en millions) | Propriété        |
| ---- | ---------------- | ----------- | --------------------- | ---------------- |
| 1    | ooredoo          | GSM         | 0,403 (déc 2018)      | ooredoo : 83,3 % |
| 2    | Touch (Dhiraagu) | GSM         | ND                    | Dhiraagu         |

## Birmanie
? millions d’abonnés, soit un taux de pénétration de ? %.
| Rang | Opérateur | Technologie | Abonnés (en millions) | Propriété                            |
| ---- | --------- | ----------- | --------------------- | ------------------------------------ |
| 1    | MPT (en)  | GSM         | ND                    | Myanmar Posts and Telecommunications |
| 2    | Telenor   |             | 17,183 (mars 2020)    | Telenor n'est plus proprietaire      |
| 3    | ooredoo   |             | 9,606 (déc 2018)      | ooredoo : 100 %                      |

## Népal
6 millions d’abonnés en 2011, soit un taux de pénétration de ? %.
| Rang | Opérateur     | Technologie  | Abonnés (en millions) | Propriété |
| ---- | ------------- | ------------ | --------------------- | --------- |
| 1    | Nepal Telecom | GSM CDMA DSL | 6                     | ND        |

## Palestine
? million d’abonnés au total, soit un taux de pénétration de ? %  
| Rang | Opérateur | Technologie | Abonnés (en millions) | Propriété        |
| ---- | --------- | ----------- | --------------------- | ---------------- |
| 1    | ooredoo   |             | 1,286 (déc 2018)      | ooredoo : 45.4 % |
| 2    |           |             |                       |                  |

## Ouzbékistan
29,9 million d’abonnés au total, soit un taux de pénétration de 89,7 % (décembre 2021) 
| Rang | Opérateur  | Technologie | Abonnés (en millions) | Propriété    |
| ---- | ---------- | ----------- | --------------------- | ------------ |
| 1    | Ucell      | GSM         | 10,1 (décembre 2021)  | Telia : 94 % |
| 2    | UzMobile   | GSM         | 8,6 (décembre 2021)   | MTS : 74 %   |
| 3    | LLC unitel | GSM         | 7,1 (décembre 2021)   | Veon : 100 % |
| 4    | UMS        | GSM         | 3,4 (décembre 2021)   |              |
| 5    | Perfectum  | GSM         | 0,1 (décembre 2021)   |              |

## Oman
? million d’abonnés au total, soit un taux de pénétration de ? %  
| Rang | Opérateur | Technologie | Abonnés (en millions) | Propriété      |
| ---- | --------- | ----------- | --------------------- | -------------- |
| 1    | ooredoo   |             | 2,867 (déc 2018)      | ooredoo : 55 % |
| 2    |           |             |                       |                |

## Pakistan
187,1 millions d'abonnés au total, soit un taux de pénétration de 85,9 % (décembre 2021) 
| Rang | Opérateur     | Technologie     | Abonnés (en millions)                | Propriété                         |
| ---- | ------------- | --------------- | ------------------------------------ | --------------------------------- |
| 1    | Mobilink      | GSM             | 72,6 (décembre 2021)                 | Veon : 100 %                      |
| 2    | Telenor       | GSM             | 49,548 (juin 2022) ,                 | Telenor                           |
| 3    | Zong          |                 | 42,8 (décembre 2021)                 | Etisalat                          |
| 4    | Ufone         | GSM, CDMA       | 22,7 (décembre 2021)                 | État                              |
| 5    | Warid Telecom | GSM             | 4,08 (mai 2006) \|\| Abu Dhabi Group |                                   |
| 6    | Paktel        | GSM, TDMA, AMPS | 1,143 (juin 2006)                    | MIC : 88,9 %, Arfeen Group : 10 % |
| 7    | Instaphone    | TDMA, AMPS      | 0,36 (mai 2006) \|\| Arfeen Group    |                                   |

## Philippines
? millions d’abonnés au total, soit un taux de pénétration de 159 %. (décembre 2019) 
| Rang  | Opérateur                   | Technologie | Abonnés (en millions) | Propriété                                  |
| ----- | --------------------------- | ----------- | --------------------- | ------------------------------------------ |
| 1     | Globe Telecom               | HSDPA, GSM  | 94,204 (déc 2019)     | Ayala Corporation, Singtel : 47 %          |
| 2     | Smart Communications        | GSM         | 58,034 (T3 2018)      | Philippine Long Distance Telephone Company |
| 3     | Sun Cellular                | GSM         | 1,20                  | Digital Telecommunications Philippines     |
| 4     | Next Mobile                 | iDEN        | 0,03                  |                                            |
| 5     | Extelcom                    | CDMA        | 0,01                  |                                            |
| MVNOs |                             |             |                       |                                            |
| 1     | Talk 'N Text (using Smart)  | GSM         | 4,61                  | Smart Communications                       |
| 2     | Addict Mobile (using Smart) | GSM         | ND                    | Smart Communications                       |
| 3     | Touch Mobile (using Globe)  | GSM         | ND                    | Globe Telecom                              |

## Qatar
? millions d’abonnés, soit un taux de pénétration de ? %.
| Rang | Opérateur | Technologie | Abonnés (en millions) | Propriété      |
| ---- | --------- | ----------- | --------------------- | -------------- |
| 1    | ooredoo   | GSM         | 2,893 (déc 2018)      | ooredoo : 100% |
| 2    | Vodafone  | GSM         | 1,390 (déc 2017)      | Vodafone       |

## Singapour
? millions d’abonnés au total, soit un taux de pénétration de 158 % (novembre 2019) 
| Rang | Opérateur      | Technologie | Abonnés (en millions) | Propriété                                         | Part de marché |
| ---- | -------------- | ----------- | --- | ------------------------------------------------- | -------------- |
| 1    | SingTel Mobile | UMTS, GSM   | 4,265 (déc 2019) | Singtel : 100 %                                   | 49,9 %         |
| 2    | StarHub Mobile | UMTS, GSM   | 1,371 (juin 2006) « http://www.listedcompany.com/ir/starhub/newsroom/PS_2Q2006.pdf »(Archive.org • Wikiwix • Archive.is • Google • Que faire ?) (consulté le 1er mai 2013) | ST Telemedia, NTT, Media Corporation of Singapore | 32,5 %         |
| 3    | MobileOne      | UMTS, GSM   | 1,228 (juin 2006) | Consortium 58,78 %                                |                |

## Sri Lanka
4 millions d’abonnés au total, soit un taux de pénétration de 25 %.
| Rang | Opérateur | Technologie | Abonnés (en millions) | Propriété             |
| ---- | --------- | ----------- | --------------------- | --------------------- |
| 1    | Dialog    | GSM         | 2,5 (septembre 2005)  | Telekom Malaysia      |
| 2    | Celtel    | GSM         | 0,713 (juin 2006)     | MIC : 100 %           |
| 3    | Hutch     | GSM         | ND                    | Hutch                 |
| 4    | Mobitel   | GSM         | 1                     | Mobitel (Pvt) Limited |

## Syrie
14,8 millions d'abonnés, soit un taux de pénétration de 80 %  (2016) 
| Rang | Opérateur | Technologie | Abonnés (en millions) | Propriété |
| ---- | --------- | ----------- | --------------------- | --------- |
| 1    | Syriatel  | GSM         | >1,4                  | Syriatel  |
| 2    | MTN       | GSM         | 5,681 (sept 2020)     | MTN (0 %) |

## Tadjikistan
?? millions d'abonnés, soit un taux de pénétration de ?? % 
| Rang | Opérateur | Technologie | Abonnés (en millions) | Propriété   |
| ---- | --------- | ----------- | --------------------- | ----------- |
| 1    |           | GSM         |                       |             |
| 2    |           | GSM         |                       |             |
| 3    | Beeline   | GSM         | 1,2 (sept 2015)       | Veon : 60 % |

## Taïwan
22 707 489 d’abonnés au total, soit un taux de pénétration de 99,56 %.
| Rang | Opérateur        | Technologie | Abonnés (en millions) | Propriété |
| ---- | ---------------- | ----------- | --------------------- | --------- |
| 1    | Chunghwa Telecom | UMTS, GSM   | 7,90                  |           |
| 2    | Taïwan Mobile    | UMTS, GSM   | 4,37                  |           |
| 3    | FarEasTone       | UMTS, GSM   | 3,83                  |           |
| 4    | KG Telecom       | GSM         | 2,03                  |           |
| 5    | FITEL            | PHS         | 1,22                  |           |
| 6    | TransAsia        | GSM         | 0,91                  |           |
| 7    | APBW             | CDMA        | 0,85                  |           |
| 8    | MobiTai          | GSM         | 0,43                  |           |
| 9    | VIBO             | UMTS        | 0,1                   |           |

## Thaïlande
? millions d’abonnés au total, soit un taux de pénétration de 139 % (décembre 2019) 
| Rang | Opérateur                  | Technologie | Abonnés (en millions) | Propriété                        |
| ---- | -------------------------- | ----------- | --------------------- | -------------------------------- |
| 1    | Advance Info Service (AIS) | GSM         | 42,014 (déc 2019)     | Shin Corporation, Singtel : 23 % |
| 2    | DTAC                       | GSM         | 20,278 (juin 2022)    | Telenor                          |
| 3    | True Move                  | GSM         | 4,9 (mars 2006)       | True Corporation                 |
| 4    | Hutch                      | CDMA        | 0,68                  | CAT telecom et Hutchison Whampoa |
| 5    | Thai Mobile                | UMTS, GSM   | ND                    | TOT (en)                         |

## Turkménistan
4,44 millions d’abonnés au total soit un taux de pénétration de 88,8 % (oct 2012).
| Rang | Opérateur            | Technologie | Abonnés (en millions) | Propriété |
| ---- | -------------------- | ----------- | --------------------- | --------- |
| 1    | MTS Turkmenistan     | GSM         | 1,44 (octobre 2012)   | MTS       |
| 2    | TM CELL (Altyn Asyr) | GSM         | 3 (octobre 2012)      | TM CELL   |

## Turquie
42,7 millions d’abonnés au total soit un taux de pénétration de 58 % (décembre 2005).
| Rang | Opérateur    | Technologie | Abonnés (en millions)  | Propriété |
| ---- | ------------ | ----------- | ---------------------- | --- |
| 1    | Turkcell     | GSM         | 33,4 (mars 2017)       | Turkcell Holding : 51%, Çukurova Holding : 0,05%, TeliaSonera : 14,02                                                                              |
| 2    | Vodafone     | GSM         | 24,890 (décembre 2023) | Vodafone : 100 % |
| 3    | Türk Telekom | GSM         | 7,00                   | Levent Yapılandırma Yönetimi (LLY) A.Ş. : 55%, Türkiye Cumhuriyeti Hazine ve Maliye Bakanlığı: 25%, Borsa İstanbul : 15%, Türkiye Varlık Fonu : 5% |

1. Le 14 juillet 2006, TIM a signé un accord avec Turk Telecom pour lui céder ses parts.

## Vietnam
13 millions d’abonnés au total, soit un taux de pénétration de 15,4 % mai 2006
| Rang | Opérateur      | Technologie | Abonnés (en millions) | Propriété                                                     |
| ---- | -------------- | ----------- | --------------------- | ------------------------------------------------------------- |
| 1    | Viettel Mobile | GSM         | 4,0 (juillet 2006)    | Viettel Corporation                                           |
| 2    | Mobifone       | GSM         | 5,0 (mai 2006)        | Vietnam Posts and Telecommunications Corporation (VNPT)       |
| 3    | Vinaphone      | GSM         | 4,2 (juin 2006)       | Vietnam Posts and Telecommunications Corporation (VNPT)       |
| 4    | S-Fone         | CDMA        | 0,5                   | Saigon Posts and Telecommunications Service Corporation (SPT) |
| 5    | E-Mobile       | CDMA        | 0,1                   | EVN Telecommunications                                        |
| 6    | Hanoi Telecom  | CDMA        | ND                    | Hanoi Telecom                                                 |

## Yémen
2,3 millions d’abonnés au total, soit un taux de pénétration de 10,7 %.  (mai 2006)
| Rang | Opérateur | Technologie | Abonnés (en millions) | Propriété                  |
| ---- | --------- | ----------- | --------------------- | -------------------------- |
| 1    | MTN       | GSM         | 4,327 (sept 2020)     | MTN 0 %                    |
| 2    | Sabafon   | GSM         | ND                    | Yemen Mobile Phone Company |